# Batman és Superman: A szuper ifjak csatája
A Batman és Superman: A szuper ifjak csatája (eredeti cím: Batman and Superman: Battle of the Super Sons) 2022-ben bemutatott amerikai 2D-s számítógépes animációs szuperhősfilm, amelyet Matt Peters rendezett.
Amerikában 2022. október 7-én mutatták be a New York Comic Conon, 2022 október 18-tól pedig online lehetett megtekinteni. Magyarországon 2023. augusztus 25-én mutatta be az HBO Max, míg az HBO-n 2023. augusztus 26-án adták le.

## Szereplők
| Szerep                     | Eredeti hang      | Magyar hang       |
| -------------------------- | ----------------- | ----------------- |
| Jonathan Kent              | Jack Dylan Grazer | Baráth István     |
| Robin / Damien Wayne       | Jack Griffo       | Bogdán Gergő      |
| Batman / Bruce Wayne       | Troy Baker        | Welker Gábor      |
| Superman / Clark Kent      | Travis Willingham | Varga Gábor       |
| Lois Lane                  | Laura Bailey      | Nemes Takách Kata |
| Lex Luthor                 | Darin De Paul     | Varga Rókus       |
| Starro                     | Darin De Paul     |                   |
| Zöld Íjász / Oliver Queen  | Tom Kenny         |                   |
| Pingvin / Oswald Cobblepot | Tom Kenny         |                   |
| Iskolaigazgató             | Tom Kenny         | Szinovál Gyula    |
| Jor-El                     | Nolan North       | Olt Tamás         |
| Jimmy Olsen                | Zero Robinson     |                   |
| Melvin Masters             | Zero Robinson     |                   |
| Csodalány                  | Myrna Velasco     | Kádár Kinga       |
| Lara                       | Myrna Velasco     | Nádorfi Krisztina |
| Anyuka                     | Myrna Velasco     | Fábián Nikolett   |

### Magyar változat
- Magyar szöveg: Imri László
- Hangmérnök: Téglás Bence
- Vágó: Sári-Szemerédi Gabriella
- Gyártásvezető: Cabello-Colini Borbála
- Szinkronrendező: Nikas Dániel
- Produkciós vezető: Várkonyi Krisztina
- További magyar hangok: Fehérváry Márton, Ferenci Péter, Hegedüs Miklós, Hrisztov Toma, Kádár-Szabó Bence, Kuttner Bálint, Rába Roland

A szinkront az HBO megbízásából a Mafilm Audio Kft. készítette.